# Wolfgang Kartte
Wolfgang Kartte (* 7. Juni 1927 in Berlin; † 21. März 2003 ebenda) war ein deutscher Verwaltungsjurist und Regierungsbeamter. Er war von 1976 bis 1992 Präsident des Bundeskartellamtes.

## Leben
Wolfgang Kartte, Sohn von Gertrud Kartte, geborene Vogelsang, und Vinzenz Kartte, war katholisch, studierte von 1948 bis 1954 Rechtswissenschaften und Politische Wissenschaften an der FU und Hochschule für Politik Berlin. Von 1954 bis 1957 war er als Referendar und Assistent an der FU Berlin tätig. 1957 heiratete er Ursula Sauermann. Aus der Ehe gingen drei Kinder hervor. Nach einer kurzen Tätigkeit als Rechtsanwalt in Berlin war er von 1959 bis 1961 im Rechtsreferat des Bundeskartellamtes tätig. Von 1961 bis 1966 war er Wettbewerbsreferent im Bundeswirtschaftsministerium sowie 1966 Persönlicher Referent des Bundeswirtschaftsministers. 1967 wurde er Leiter des Referats Binnenhandel im Bundesministerium für Wirtschaft und  1968 Leiter der Referate Wettbewerbspolitik und „Europäische zwischenstaatliche Wettbewerbspolitik“ im Bundesministerium für Wirtschaft. 1974 wechselte er auf die Position des Leiters der Unterabteilung Wettbewerbs- und Preispolitik im Bundeswirtschaftsministerium.
Von 1976 bis 1992 war Wolfgang Kartte als Nachfolger von Eberhard Günther Präsident des Bundeskartellamtes. Karttes Nachfolge im Amt übernahm Dieter Wolf.
Kartte war seit 1983 Beiratsmitglied der Aktionsgemeinschaft Soziale Marktwirtschaft (Alexander-Rüstow Stiftung). Er war 1992/1993 Mitglied der vom Bundespräsidenten berufenen Kommission unabhängiger Sachverständiger zur Parteienfinanzierung. Von 1992 bis 1996 war er im Auftrag der Bundesregierung Wirtschaftsberater der Russischen Föderation, seit 1997 Wirtschaftsberater der Russischen Föderation im Auftrag der Europäischen Union (TACIS) sowie seit 1997 bis zu seinem Tode Wirtschaftsberater der Republik Indonesien im Auftrag der Gesellschaft für Technische Zusammenarbeit (GTZ).
Kartte lehrte seit 1977 als Honorarprofessor an der Rheinischen Friedrich-Wilhelms-Universität Bonn.
Nach dem Mauerfall bot Kartte, wie viele Westberliner Wirtschaftswissenschaftler, Vorlesungen an der Sektion Wirtschaftswissenschaften, später Fakultät Wirtschaftswissenschaften, der Humboldt-Universität zu Berlin an.

## Auszeichnungen
- Ehrendoktorwürde Dr. iur. h.c. der Universität Konstanz (Fachbereich Rechtswissenschaft) (1980)
- Bundesverdienstkreuz 1. Klasse (1982)
- Dr.-Friedrich-Joseph-Haass-Preises für deutsch-russische Verständigung durch das Deutsch-Russische Forum (1994)
- Alexander-Rüstow-Plakette durch die Aktionsgemeinschaft Soziale Marktwirtschaft (1996)
- Ehrenbürger des Gebietes Wladimir der Russischen Föderation (1996)

## Schriften
- Ein neues Leitbild für die Wettbewerbspolitik. Heymann, 1969, ISBN 3-452-17027-6.
- Perspektiven einer zukünftigen Wettbewerbspolitik. Universitätsverlag Konstanz, Konstanz 1981, ISBN 3-87940-195-0.
- Aufbruch zum Markt: als Wirtschaftsberater in Russland. Hoffmann und Campe, 1995, ISBN 3-455-11063-0.